# Duxbach
Der Duxbach (im Oberlauf als Durbach bezeichnet) ist ein linker Nebenfluss der Bever im Landkreis Rotenburg (Wümme) in Niedersachsen.

## Geographie

### Verlauf
Der Duxbach verläuft von seinem Ursprung in Ohrel, bis zu seiner Mündung in die Bever in Plönjeshausen (Bremervörde) im Oberlauf, dem Flussabschnitt kurz nach der Entstehung, weitgehend begradigt.

## Umwelt

### Flora
Aufgrund des an vielen Stellen fehlenden Ufergehölzes kommt es teilweise zu starker Verkrautung – insbesondere durch die Wasserpest.

### Wasserqualität
Die Biologische Gewässergüteuntersuchung erfolgte im Jahr 1994 und die Chemisch-physikalische Wasseranalyse im Jahr 1995. Der Duxbach wurde in die Gewässergüteklasse II „mäßig belastet“ eingestuft. Im Wasser befinden sich hohe Konzentrationen von Stickstoff (Ammonium und Nitrat) und sauerstoffzehrende Substanzen (organische Kohlenstoffe). (Messstelle in Deinstedt)

## Trivia
Der Niedersächsische Landesbetrieb für Wasserwirtschaft, Küsten- und Naturschutz listet den Duxbach als Wasserkörper „WK 30026 Duxbach Unterlauf“ und „WK 30025 Duxbach Oberlauf“ auf und klassifiziert diese als „Gewässer ohne Priorität“.